# Praha-Cibulka
Praha-Cibulka – przystanek kolejowy w Pradze, w dzielnicy Košíře, w Czechach. Znajduje się na linii kolejowej Praga – Rudná u Prahy. Znajduje się na wysokości 310 m n.p.m.
Jest zarządzany przez Správę železnic. Na przystanku nie ma możliwości zakupu biletów i rezerwacji miejsc, a obsługa podróżnych odbywa się w pociągu.

## Linie kolejowe
- 122 Praha – Hostivice – Rudná u Prahy